# Aullène
Aullène (en cors Auddè) és un municipi francès, situat a la regió de Còrsega, al departament de Còrsega del Sud. L'any 2004 tenia 183 habitants.

## Demografia
| 1818 | 1856  | 1962 | 1968 | 1975 | 1982 | 1990 | 1999 | 2004 |
| ---- | ----- | ---- | ---- | ---- | ---- | ---- | ---- | ---- |
| 831  | 1.412 | 296  | 315  | 246  | 176  | 149  | 138  | 183  |

## Administració
| Període   | Identitat          | Partit | Qualitat |  |
| --------- | ------------------ | ------ | -------- |  |
| 1948-1983 | Blanchard Lucchini |        |          |  |
| 1983-2006 | Michel Martini     |        |          |  |
| 2006-     | Pierre Castellani  |        |          |  |

## Personatges il·lustres
- Sinucello della Rocca, jutge de Cinarca.
- Lucie Dolène, cantant